# Дорнелаш (Север-ду-Вога)
Дорнелаш (порт. Dornelas) — район (фрегезия) в Португалии, входит в округ Авейру. Является составной частью муниципалитета Север-ду-Вога. Находится в составе крупной городской агломерации Большое Авейру. По старому административному делению входил в провинцию Бейра-Литорал. Входит в экономико-статистический субрегион Байшу-Воуга, который входит в Центральный регион.
Население составляет 662 человека. Занимает площадь 7,68 км².